# Radiological Society of North America

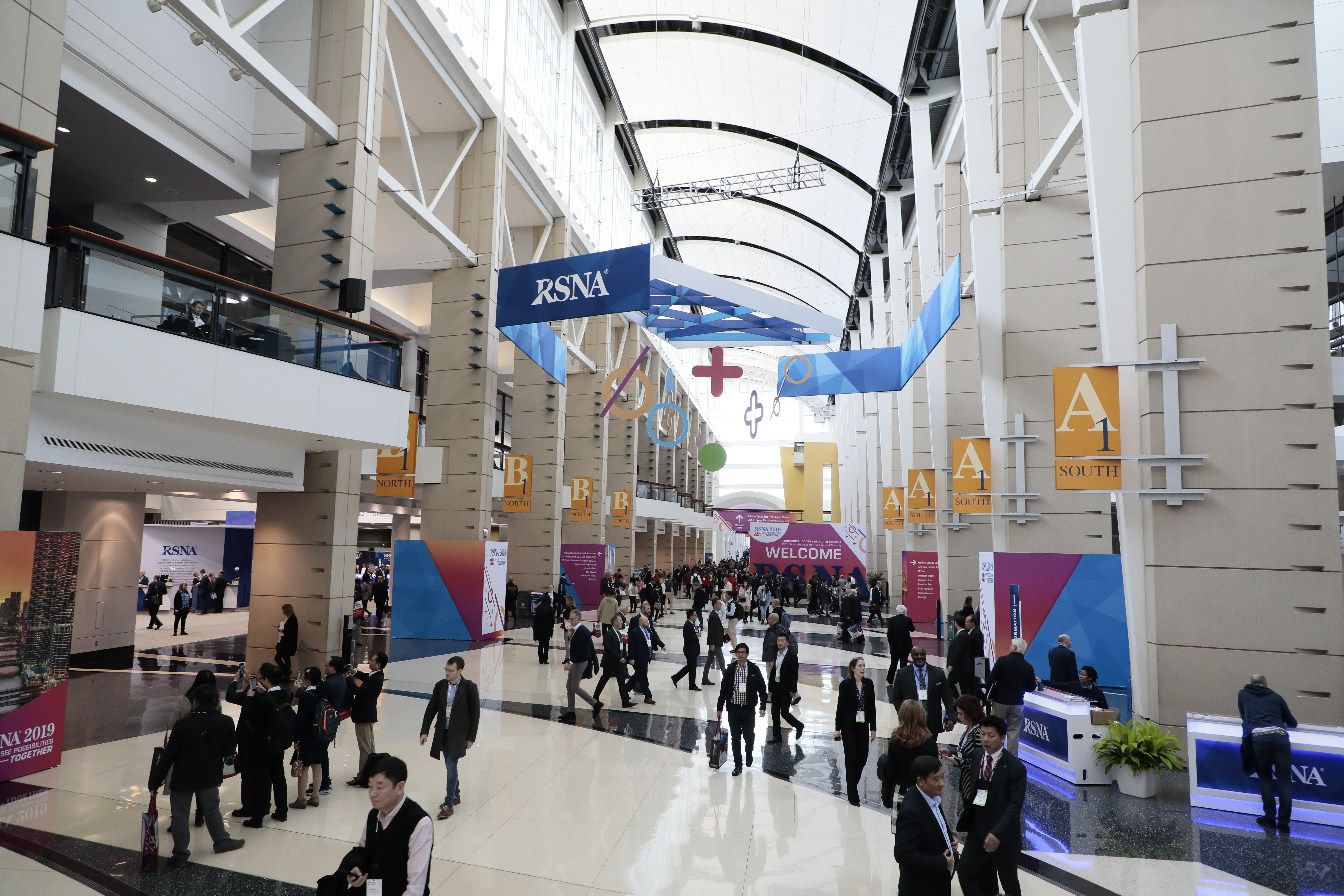
Chicago 2019

 Die Radiological Society of North America (RSNA) ist die wissenschaftliche Fachgesellschaft der US-amerikanischen Radiologen, gegründet 1915. Sie nimmt auch ausländische Radiologen, Studenten, Ärzte in Ausbildung, radiologische Fachkräfte und Industrievertreter auf und hatte 2023 51.000 Mitglieder aus 160 Staaten. Die Bilanzsumme lag 2024 bei knapp 207 Mio. Dollar, die Jahreseinnahmen bei ca. 64 Mio. Dollar, überwiegend aus dem jährlichen Kongreßbetrieb.
Die RSNA veröffentlicht sechs Fachzeitschriften, neben der 1923 begründeten Hauptveröffentlichung Radiology sind dies RadioGraphics (seit 1981, mit Weiterbildungstexten), Radiology: Artificial Intelligence, Radiology: Cardiothoracic Imaging, Radiology: Imaging Cancer (alle seit 2019), und Radiology Advances (seit 2024, mit open-access-Artikeln).
Seit 1919 verleiht sie jährlich bis zu drei Goldmedaillen an Personen, die sich um die radiologische Wissenschaft verdient gemacht haben.
Der jährliche Kongress wurde früher in wechselnden Orten, seit 1985 immer in Chicago in der Woche nach Thanksgiving, (November/Dezember) veranstaltet. Das RSNA Meeting gilt als der weltgrößte Radiologiekongress; 2007 besuchten 62.501 Personen das Treffen, davon 8.792 nicht aus den Vereinigten Staaten oder Kanada. Im Jahr 2018 (vor der Covid-19-Pandemie) hatte es noch knapp 53.000 Teilnehmer aus aller Welt. Seither ist die Teilnehmerzahl erheblich gefallen; 2024 lag sie nur noch bei 39.000.
Sitz der RSNA ist in Oak Brook, Illinois.

## Geschichte

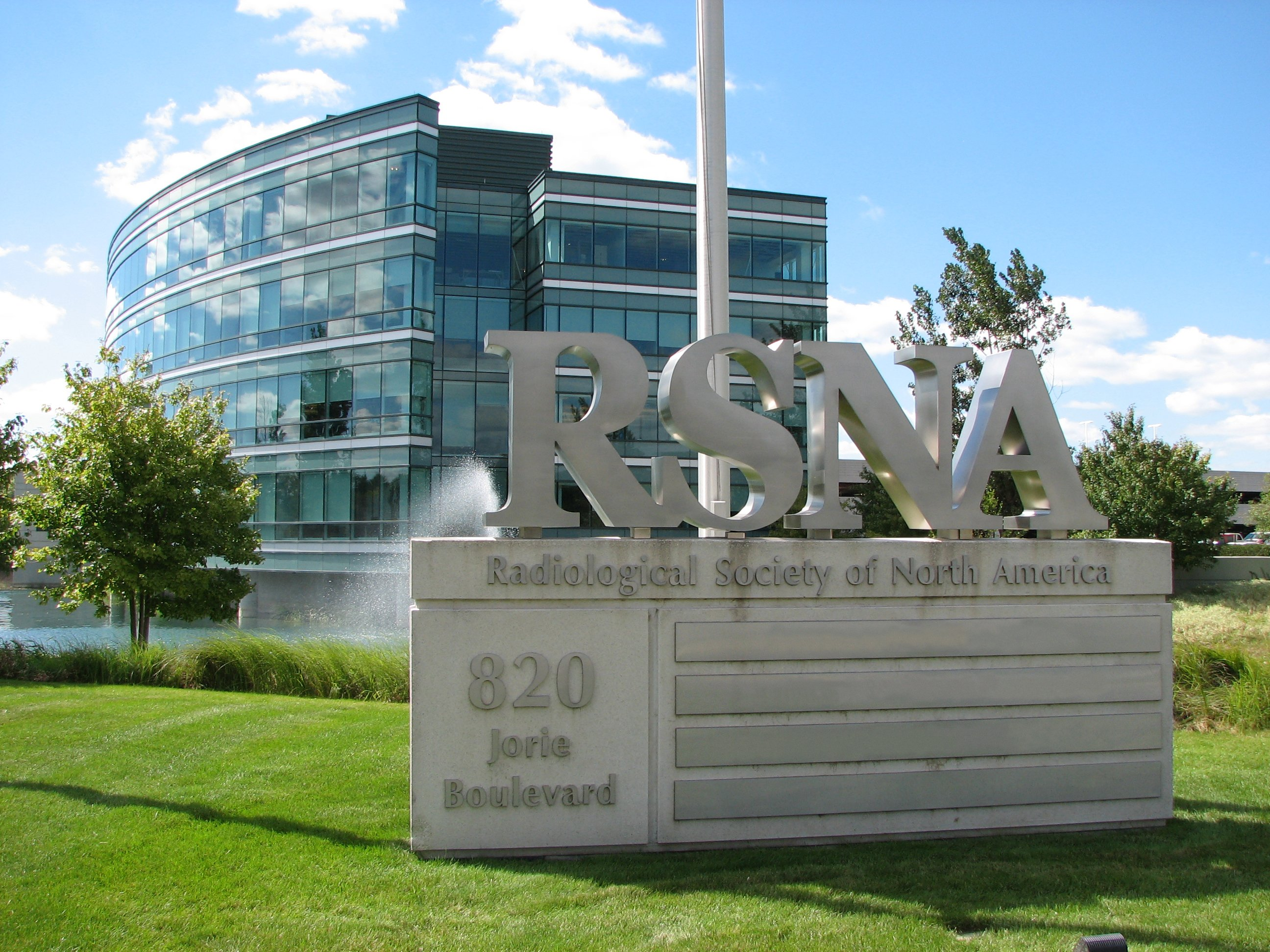
RSNA in Oak Brook (IL)

1900 gründete sich die American Roentgen Ray Society (ARRS) mit dem Ziel der Förderung und Entwicklung der Radiologie. 150 Mitglieder aus der Physik, Forschung, Entwicklung und Industrie trafen sich noch im gleichen Jahr in New York, um wissenschaftliche Erkenntnisse auszutauschen und Röntgengeräte vorzustellen. Die jährlichen Kongresse der schnell wachsenden Gesellschaft fanden allerdings immer an der Ostküste der Vereinigten Staaten statt. 1915 gründeten 62 Radiologen unter dem Namen Western Roentgen Society eine konkurrierende Fachgesellschaft und hielten ihr erstes Treffen in Chicago ab. 1919 hatte die Western Roentgen Society bereits über 500 Mitglieder, gab das erste radiologische Fachmagazin heraus, und organisierte die erste jährliche Industrieausstellung mit ursprünglich 19 Ausstellern. Die Mitglieder kamen mittlerweile nicht mehr nur aus dem Mittleren Westen, sondern auch von der Ostküste der USA und aus Kanada. Man entschied daher, den Namen in Radiological Society of North America zu ändern. In den 1950er Jahren wurden erstmals Radiologen aus dem Südwesten der USA und aus Mexiko als Mitglieder gewonnen.
Mit über 4000 Mitgliedern wurden die früheren Tagungsorte 1972 zu klein. Der Kongress wanderte in das Palmer House, ein Hotel in Chicago. 1974 wurde er dort mit 11500 Teilnehmern aus allen Teilen der Erde, 183 wissenschaftlichen Präsentationen, 72 Vorträgen, acht wissenschaftlichen Ausstellungen und einer Industrieausstellung auf einer Fläche von 4000 m² zur damals größten medizinischen Fachtagung der Welt. Zu dieser Zeit begann die RSNA auch mit dem Aufbau einer Bibliothek für Weiterbildungszwecke, die jährlich durch die Ergebnisse der Kongresse erweitert wurde. 1975 war der Kongress erstmals im McCormick Place, dem größten Kongresszentrum von Chicago, wo er heute noch stattfindet.
Der 9400 m² große Hauptsitz in Oak Brook (Illinois) wurde 1998 bezogen und später um ein Konferenzzentrum für Workshops erweitert.